# Grupa Knoli
Grupa Knoli (słow. podcelok Knola) – grupa górska w zachodniej części Gór Wołowskich w Łańcuchu Rudaw Słowackich. Najwyższym szczytem grupy jest Babiná (1278 m n.p.m.).

## Położenie i podział
Centralnym elementem grupy jest masyw Wielkiej Knoli (1266 m n.p.m.), który na północnym zachodzie poprzez przełęcz Pukanec łączy się z grupą Havranie vrchy. Na wschodzie masyw Knoli przez przełęcz Grajnár przechodzi w pasemko Pálenicy, które ograniczone na południu doliną Hnilca, a na północy głęboką doliną Żelaznego Potoku, opada ku wschodowi w widły tych dwóch cieków wodnych. Na południe od masywu Wielkiej Knoli, oddzielona od niego przełomem Hnilca, piętrzy się masywna Babiná – najwyższy szczyt grupy, od którego przez Smrečinkę (1266 m n.p.m.) i Stromiš (1173 m n.p.m.) długie i rozczłonkowane grzbiety schodzą na zachód i południe ku dolinie Slanej. Na południowym wschodzie od Smrečinki wybiegający od niej grzbiet (główny wododział Gór Wołowskich) przez przełęcz Súľová przechodzi w grupę Złotego Stołu.

## Turystyka
Wszystkie wymienione wyżej główne szczyty i przełęcze grupy Knoli są dostępne znakowanymi szlakami turystycznymi. Przez siodełko grzbietu pod Smrečinką (sedlo Smrečinka, 1215 m n.p.m.) i przez przełęcz Súľovą przechodzi czerwono znakowany Szlak Bohaterów Słowackiego Powstania Narodowego (słow. Cesta hrdinov SNP).